# Luzé
Luzé és un municipi francès, situat al departament de l'Indre i Loira i a la regió de Centre – Vall del Loira. L'any 2007 tenia 272 habitants.

## Demografia

### Població
El 2007 la població de fet de Luzé era de 272 persones. Hi havia 110 famílies, de les quals 24 eren unipersonals (16 homes vivint sols i 8 dones vivint soles), 41 parelles sense fills, 33 parelles amb fills i 12 famílies monoparentals amb fills.
La població ha evolucionat segons el següent gràfic:
Habitants censats

### Habitatges
El 2007 hi havia 171 habitatges, 112 eren l'habitatge principal de la família, 38 eren segones residències i 21 estaven desocupats. 168 eren cases i 3 eren apartaments. Dels 112 habitatges principals, 85 estaven ocupats pels seus propietaris, 23 estaven llogats i ocupats pels llogaters i 4 estaven cedits a títol gratuït; 2 tenien una cambra, 1 en tenia dues, 23 en tenien tres, 36 en tenien quatre i 50 en tenien cinc o més. 97 habitatges disposaven pel capbaix d'una plaça de pàrquing. A 57 habitatges hi havia un automòbil i a 48 n'hi havia dos o més.

### Piràmide de població
La piràmide de població per edats i sexe el 2009 era:
| Homes | Edats   | Dones |
| ----- | ------- | ----- |
| 4     | 95 o +  | 0     |
| 0     | 90 a 94 | 4     |
| 4     | 85 a 89 | 0     |
| 0     | 80 a 84 | 0     |
| 12    | 75 a 79 | 4     |
| 12    | 70 a 74 | 20    |
| 8     | 65 a 69 | 8     |
| 8     | 60 a 64 | 0     |
| 4     | 55 a 59 | 4     |
| 0     | 50 a 54 | 12    |
| 8     | 45 a 49 | 4     |
| 4     | 40 a 44 | 0     |
| 12    | 35 a 39 | 8     |
| 24    | 30 a 34 | 16    |
| 4     | 25 a 29 | 8     |
| 4     | 20 a 24 | 4     |
| 8     | 15 a 19 | 4     |
| 4     | 10 a 14 | 8     |
| 12    | 5 a 9   | 8     |
| 16    | 0 a 4   | 4     |

## Economia
El 2007 la població en edat de treballar era de 169 persones, 116 eren actives i 53 eren inactives. De les 116 persones actives 93 estaven ocupades (56 homes i 37 dones) i 23 estaven aturades (10 homes i 13 dones). De les 53 persones inactives 20 estaven jubilades, 20 estaven estudiant i 13 estaven classificades com a «altres inactius».

### Ingressos
El 2009 a Luzé hi havia 110 unitats fiscals que integraven 276,5 persones, la mediana anual d'ingressos fiscals per persona era de 15.109 €.

### Activitats econòmiques
Dels 7 establiments que hi havia el 2007, 2 eren d'empreses de construcció, 1 d'una empresa de comerç i reparació d'automòbils, 1 d'una empresa d'hostatgeria i restauració, 1 d'una empresa de serveis i 2 d'entitats de l'administració pública.
Dels 3 establiments de servei als particulars que hi havia el 2009, 1 era un taller de reparació d'automòbils i de material agrícola, 1 paleta i 1 restaurant.
L'any 2000 a Luzé hi havia 16 explotacions agrícoles que ocupaven un total de 1.090 hectàrees.

## Equipaments sanitaris i escolars
El 2009 hi havia una escola elemental integrada dins d'un grup escolar amb les comunes properes formant una escola dispersa.

## Poblacions més properes
El següent diagrama mostra les poblacions més properes.